# Yara Helderman
Yara Helderman (Dordrecht, 6 februari 2003) is een voetbalspeelster uit Nederland. Ze speelt als verdediger voor Excelsior Rotterdam.

## Clubcarrière
Helderman speelde in haar jeugdjaren voor GSC/ODS en SteDoCo. In 2017 werd ze gevraagd om deel uit te gaan maken van Feyenoord, dat zojuist tot de Vrouwen Eredivisie was toegetreden. Bij Feyenoord kwam Helderman niet verder dan een plek op de bank.
In de zomer van 2022 tekent Helderman een contract bij Excelsior Rotterdam. In de voorbereiding op het seizoen 2022/23 loopt Helderman een zware blessure op waardoor ze haar debuut voor Excelsior moet uitstellen. In de laatste wedstrijd van dat seizoen, uit bij ADO Den Haag, maakt Helderman alsnog haar debuut door in de 90ste minuut in te vallen voor Naomi Piqué.
Op 9 juni 2023 tekende Helderman een nieuw contract dat haar tot medio 2024 aan Excelsior verbindt. In juni 2025 tekende ze een nieuwe verbintenis waardoor ze ook in het seizoen 2025/26 voor Excelsior uitkomt.

## Statistieken
| Seizoen | Club                | Land      | Competitie | Wedstrijden | Doelpunten |
| ------- | ------------------- | --------- | ---------- | ----------- | ---------- |
| 2022/23 | Excelsior Rotterdam | Nederland | Eredivisie | 1           | 0          |
| 2023/24 | Excelsior Rotterdam | Nederland | Eredivisie | 18          | 1          |
| 2024/25 | Excelsior Rotterdam | Nederland | Eredivisie | 20          | 1          |
| Totaal  | Totaal              | Totaal    | Totaal     | 39          | 2          |

Laatste update: 17 juni 2025

## Privé
Yara Helderman heeft een relatie met Excelsior speler Julian Baas.
1 Van der Klooster ·
2 De With ·
3 Westerink ·
4 Helderman ·
5 Van Goch ·
6 Goretkiová ·
7 Breewel ·
8 Van Spijk ·
9 Ellouzi ·
10 Hendriks ·
11 Martina ·
12 De Raaff ·
16 Lammers ·
17 Vrij ·
18 Van Houwelingen ·
19 De Jong ·
20 Frankena ·
22 Homan ·
23 De Ridder ·
24 Pereira ·
25 Mollink ·
29 Lont ·
43 Hardiek ·
Coach: Kreugel
· Assistent-coach: Brummel